# Natalie Wood
Natalie Wood (nacida Natalia Nikoláievna Zajárenko; en ruso: Наталья Николаевна Захаренко y después cambiado a los 4 años a Natasha Gurdin; San Francisco, California, 20 de julio de 1938-Isla Santa Catalina, California, 29 de noviembre de 1981) fue una actriz estadounidense de ascendencia rusa que comenzó su carrera en el cine cuando era niña y se convirtió en una estrella de Hollywood cuando era una joven adulta. Wood recibió tres nominaciones al Óscar antes de cumplir 25 años. Comenzó a actuar en películas a los 4 años y le dieron un papel coprotagonista a los 8 años en Miracle on 34th Street (1947). Cuando era adolescente, obtuvo una nominación al Premio Óscar a la Mejor actriz de reparto por su actuación en Rebelde sin causa (1955), seguida de un papel en The Searchers, de John Ford (1956). También protagonizó las películas musicales West Side Story (1961) y Gypsy (1962), y recibió nominaciones al Óscar a la Mejor actriz por sus actuaciones en Esplendor en la hierba (1961) y Amores con un extraño (1963). Su carrera continuó con películas como Sex and the Single Girl (1964), Inside Daisy Clover (1964) y Bob & Carol & Ted & Alice (1969). 
Wood nació en San Francisco, hija de inmigrantes rusos . Durante la década de 1970, comenzó una pausa en su carrera, teniendo dos hijos con su esposo Robert Wagner, con quien se casó, se divorció y se volvió a casar después de divorciarse de su segundo esposo. Natalie Wood apareció en solo tres películas a lo largo de la década, pero actuó en varias producciones de televisión, incluida una nueva versión de la película De aquí a la eternidad (1979)  por la que recibió un Premio Globo de Oro. Sus películas representaron una "mayoría de edad" para ella y las películas de Hollywood en general. Los críticos han sugerido que la carrera cinematográfica de Wood representa un retrato de la feminidad estadounidense moderna en transición, ya que fue una de las pocas en incluir papeles infantiles y de personajes de mediana edad.
Wood falleció ahogada frente a la isla de Santa Catalina el 29 de noviembre de 1981, a la edad de 43 años, en circunstancias que no han sido del todo aclaradas. Los eventos que rodearon su muerte se explicaron por declaraciones contradictorias de los testigos, lo que provocó que el Departamento del Sheriff del condado de Los Ángeles, bajo la instrucción de la oficina del forense, declarara la causa de su muerte como "ahogamiento y otros factores indeterminados" en 2012.

## Biografía

### Primeros años e incursión al cine
Sus padres habían emigrado de Rusia (que en ese entonces era parte de la Unión Soviética) poco antes de nacer ella. Pronto su padre sustituyó el apellido familiar por el de Gurdín, y a los 4 años quedó inscrita en el registro como Natasha Gurdín.
Instada y apoyada por María, su ambiciosa madre, Natasha se convirtió en una estrella de cine infantil que intervino en numerosas películas con notable éxito, siendo una de las pocas que consiguió superar la transición de estrella infantil a actriz adulta. Esta ambición de su madre porque fuera famosa se debe a que cuando estaba embarazada le leyó la mano una anciana que estaba en la calle, diciéndole: "Su hija será una gran estrella, pero deberá tener mucho cuidado con las aguas oscuras". Esto de las aguas oscuras "explicaría" más tarde su muerte. Natalie no sabía nadar, debido a que su madre le advirtió toda la vida sobre el respeto que debería tenerle al agua.

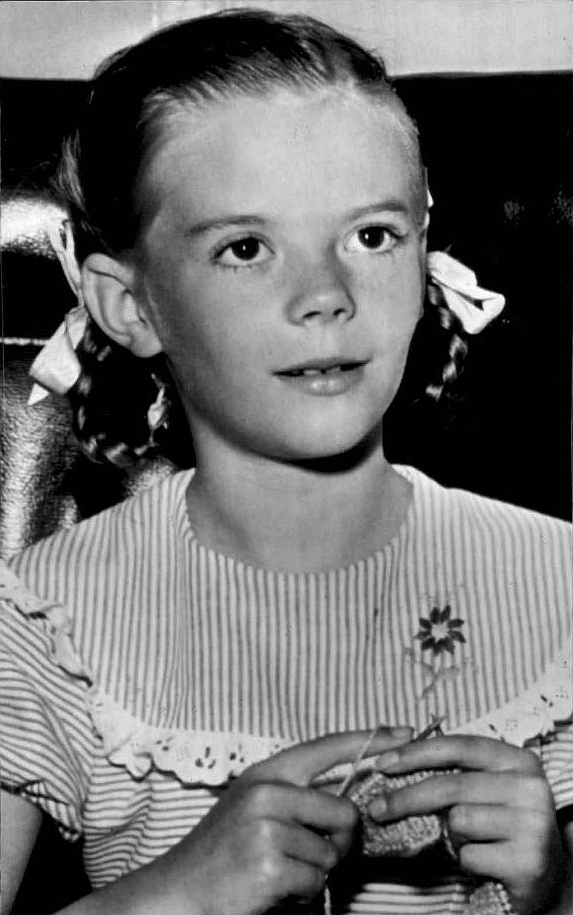
Wood en 1947

Apenas unas semanas antes de cumplir cinco años, Wood hizo su debut cinematográfico sin acreditar en una escena de quince segundos de la película Happy Land (1943). A pesar del breve papel, llamó la atención del director, Irving Pichel . Permaneció en contacto con la familia de Wood durante dos años, avisándoles cuando surgía otro papel. El director telefoneó a la madre de Wood y le pidió que trajera a su hija a Los Ángeles para una prueba de pantalla . La madre de Wood se emocionó tanto que "envió a toda la familia a vivir a Los Ángeles", escribe Harris. El padre de Wood se opuso a la idea, pero la "poderosa ambición de su esposa de convertir a Natalie en una estrella" tuvo prioridad. Según la hermana menor de Wood, Lana, Pichel "la descubrió y quiso adoptarla".
Wood, que entonces tenía siete años, consiguió el papel. Interpretó a una huérfana alemana posterior a la Segunda Guerra Mundial , junto a Orson Welles como el guardián de Wood y Claudette Colbert , en Tomorrow Is Forever (1946). Cuando Wood no pudo llorar en el momento justo, su madre rompió en pedazos una mariposa frente a ella para asegurarse de que sollozaría por una escena. Welles dijo más tarde que Wood era una profesional nata, "tan buena que era aterradora". También dijo que "Natalie no actúa según el guion, actúa desde el corazón".
Wood actuó en otra película dirigida por Pichel, The Bride Wore Boots , y pasó a 20th Century Fox para interpretar a la hija de Gene Tierney en The Ghost and Mrs. Muir (1947).

### Reconocimiento como estrella adolescente

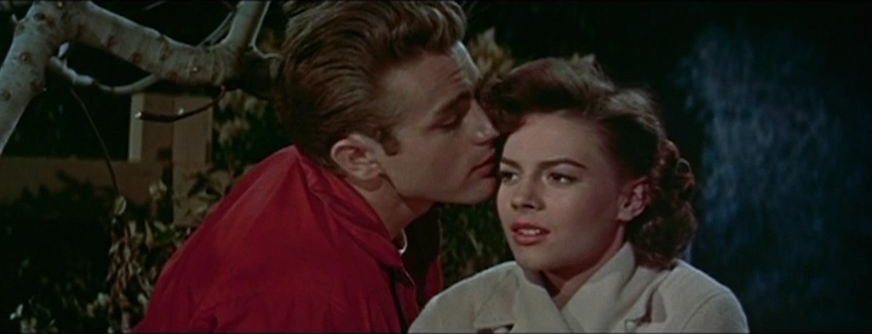
James Dean y Natalie Wood en "Rebelde sin causa" (1955).

Natalie Wood disfrutó durante un período del estrellato, debido a su físico, a su capacidad expresiva y a la eficacia de sus actuaciones. Hizo con éxito la transición de estrella infantil a ingenua a los 16 años cuando coprotagonizó con James Dean y Sal Mineo Rebelde sin causa (1955), la película de Nicholas Ray sobre la rebelión adolescente. Wood tuvo que firmar un contrato a largo plazo con Warner Bros. Más tarde dijo que fue el primer guion que leyó y que realmente quería hacer en lugar de que sus padres se lo dijeran; También dijo que sus padres se oponían a que lo hiciera. "Hasta entonces hice lo que me dijeron", dijo.
Continuó siendo estrella invitada en programas de televisión de antología como  Kings Row y Warner Brothers Presents, entre otros.
Tuvo un papel pequeño pero crucial en The Searchers (1956) de John Ford y fue la protagonista femenina en A Cry in the Night (1956).

### Actriz internacional

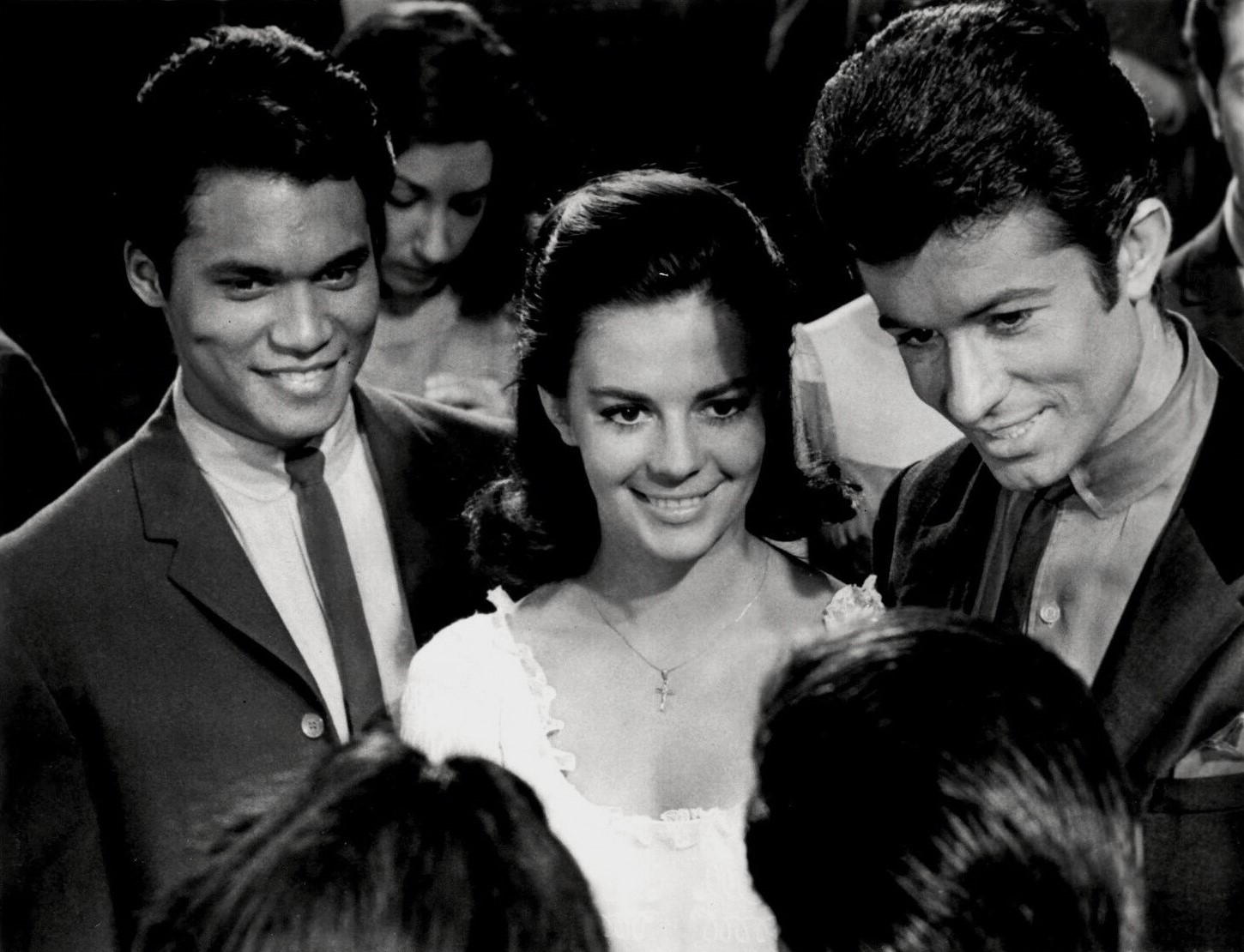
De izquierda a derecha: José De Vega, Natalie Wood y George Chakiris en West Side Story (1961).

Otra de sus obras fue West Side Story, en la que interpretó el papel principal de María. Ya que tenía una bonita voz, inicialmente fue ella quien cantó todas sus canciones. Sin embargo, finalmente fue doblada por una cantante profesional, Marni Nixon.La película de 1961 del musical teatral de Jerome Robbins y Robert Wise , fue un éxito de crítica y taquilla. Tibbetts escribió sobre similitudes en su papel en esta película y en la anterior Rebelde sin causa. Ella iba a representar la "inquietud de la juventud estadounidense en la década de 1950", expresada por las pandillas juveniles y la delincuencia juvenil, junto con el rock and roll temprano. Ambas películas, observa, eran "alegorías modernas basadas en el tema de 'Romeo y Julieta', incluyendo la inquietud privada y la alienación pública. Mientras que en Rebelde sin causa se enamora del personaje interpretado por James Dean, cuyos compañeros pandilleros y su temperamento violento lo alejó de su familia, en West Side Story ella entabla un romance con un exmiembro de una pandilla blanca cuyo mundo amenazador de marginados también lo alejó del comportamiento legal.
En estos años, en el apogeo de su carrera cinematográfica, a Natalie Wood se la consideró la actriz más popular de Hollywood junto con Elizabeth Taylor.
Wood cantó cuando protagonizó la película Gypsy (1962) junto a Rosalind Russell. Su aparición en esa película llevó a la crítica Pauline Kael a comentar "la pequeña e inteligente Natalie Wood... [la] más ingeniosa de Hollywood".
A la edad de 25 años, Wood recibió su tercera nominación al Premio Oscar por Amor con el verdadero extraño (1963), lo que convirtió a Wood (junto con Teresa Wright ) en la persona más joven en obtener tres nominaciones al Oscar. Este récord lo batieron posteriormente Jennifer Lawrence en 2013 y Saoirse Ronan en 2017, quienes obtuvieron su tercera nominación a la edad de 23 años.
Wood realizó dos comedias con Tony Curtis: Sex and the Single Girl (1964) y The Great Race (1965), esta última con Jack Lemmon y Peter Falk. En La gran carrera, su capacidad para hablar ruso fue una ventaja otorgada a su personaje Maggie DuBois, lo que justifica que el personaje registrara el progreso de la carrera a través de Siberia y participara en la carrera al principio como concursante.
Se citó al director Sydney Pollack diciendo sobre Wood: "Cuando ella era la adecuada para el papel, no había nadie mejor. Era una muy buena actriz". Por Inside Daisy Clover (1965) y This Property Is Condemned (1966), ambas coprotagonizadas por Robert Redford, Wood recibió nominaciones al Globo de Oro a la Mejor Actriz.

### Ruptura profesional

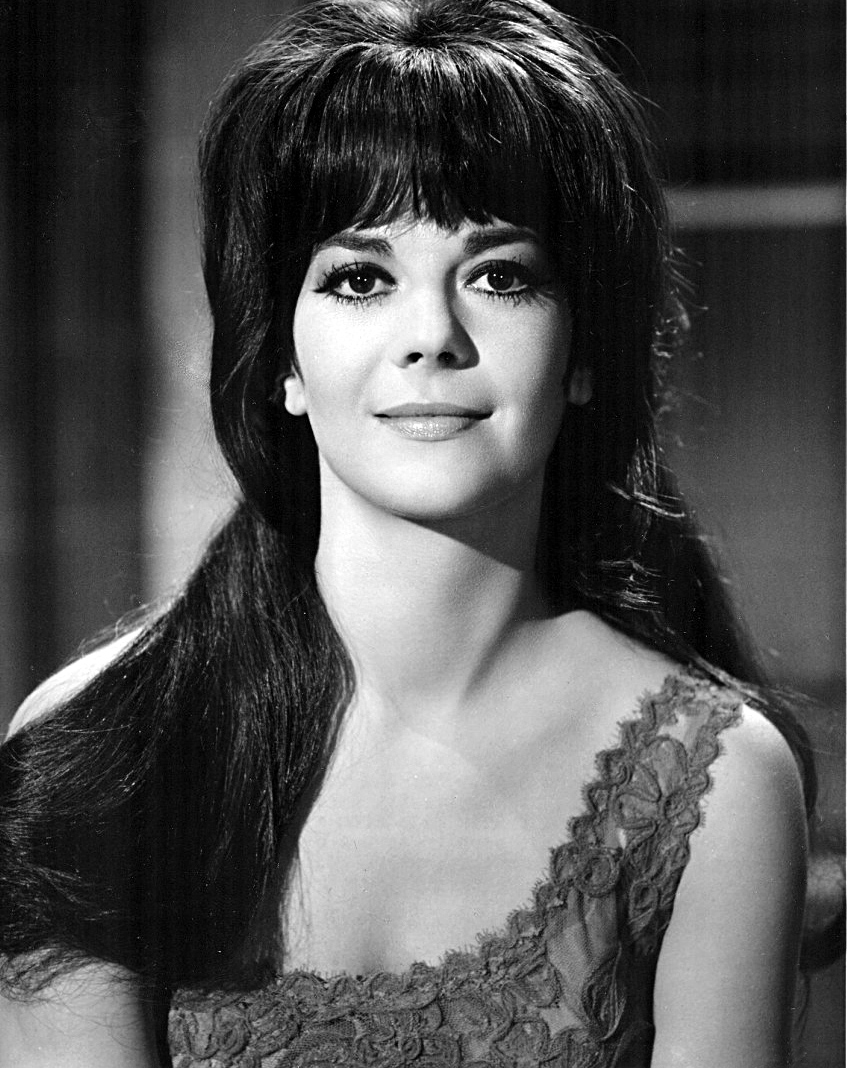
Foto publicitaria de Wood en la película Penélope (1966).

Tras una decepcionante recepción de Penelope (1966), Wood se tomó una pausa de tres años en la actuación. Wood dijo más tarde que hacer a Penélope fue difícil para ella. "Me daba urticaria y sufría una angustia que era un dolor muy real cada día que rodábamos", recuerda. "Arthur Hiller, el director, seguía diciendo: 'Natalie, creo que te estás resistiendo a esta película', mientras yo rodaba por el suelo en agonía".
En 1966, Wood sufría emocionalmente y, en un intento por superar sus problemas emocionales, buscó terapia profesional. Pagó a Warner Bros. 175.000 dólares para cancelar su contrato y despidió a todo su equipo de soporte: agentes, gerentes, publicista, contador y abogados. En los años siguientes, Wood se centró en su salud mental y comenzó una relación con Richard Gregson, con quien se casó en 1969.

### Televisión
Wood tuvo más éxito en televisión, recibiendo altos índices de audiencia y elogios de la crítica en 1979 por The Cracker Factory y especialmente la miniserie remake de From Here to Eternity (1979), con Kim Basinger y William Devane. La actuación de Wood en este último le valió un Globo de Oro a la Mejor Actriz en 1980. Protagonizó The Memory of Eva Ryker, estrenada en mayo de 1980, que resultó ser su última producción completa.
Estaba previsto que hiciera su debut teatral el 12 de febrero de 1982 en Anastasia en el Ahmanson Theatre con Wendy Hiller. Wood también había comprado los derechos cinematográficos del libro de Barbara Wersba Country of the Heart y planeaba protagonizar con Timothy Hutton el drama sobre la relación profesional-romántica entre un poeta de mente dura y su alumno mucho más joven (el material finalmente se adaptó a una película para televisión de 1990 protagonizada por Jane Seymour). Esperaba seguir su actuación como Anastasia en el escenario con una temporada protagónica en una adaptación cinematográfica de la obra.
Wood apareció en 56 películas para cine y televisión. En una de sus últimas entrevistas antes de su muerte, la definió como "nuestra conciencia sexual en la pantalla grande". Después de su muerte, la revista Time señaló que aunque los elogios de la crítica hacia Wood habían sido escasos a lo largo de su carrera, "ella siempre tuvo trabajo".

## Vida personal

### Relaciones
Los dos matrimonios de Wood con el actor Robert Wagner fueron muy publicitados. Se casaron por primera vez el 28 de diciembre de 1957 en Scottsdale (Arizona) cuando Wood tenía 19 años. El 20 de junio de 1961 la pareja anunció su separación en un comunicado de prensa conjunto y se divorció diez meses después, el 27 de abril de 1962.
Después de este matrimonio inicial, Wood salió con Warren Beatty, Michael Caine y David Niven Jr. También rompió su compromiso en 1965 con el fabricante de zapatos venezolano Ladislav Blatnik.
El 30 de mayo de 1969, Wood se casó con el productor británico Richard Gregson después de salir durante casi tres años. Tuvieron una hija, Natasha (nacida el 29 de septiembre de 1970). Wood solicitó el divorcio de Gregson el 4 de agosto de 1971 y lo obtuvo el 12 de abril de 1972.
Después de un breve romance con el futuro gobernador de California, Jerry Brown, Wood reanudó su relación con Wagner a finales de enero de 1972. Se volvieron a casar el 16 de julio a bordo del Ramblin' Rose, anclado frente a Paradise Cove en Malibú. Su hija Courtney nació el 9 de marzo de 1974.
En 2015, después de que una fuente externa publicara repetidamente la afirmación, el exagente del FBI Donald G. Wilson declaró abiertamente que él y Wood habían tenido una aventura de cuatro años, de 1973 a 1977, que comenzó cuando estaba embarazada de Courtney Wagner. En 2016, Wilson habló ante la cámara sobre su presunto romance con Wood en un documental para la red de cable Reelz.

### Acusación de violación
La biografía de Wood escrita por Suzanne Finstad en 2001 alega que fue violada por un actor poderoso cuando tenía 16 años, pero en ella Finstad no nombra al agresor.A través del recuerdo de los amigos cercanos de Wood, que incluían a los actores Scott Marlowe y Dennis Hopper, Finstad dijo:

Aunque los recuerdos de sus cinco amigas cercanas sobre algunos detalles o momentos difieren después de cuarenta y cinco años, la esencia de lo que cada una recuerda que Natalie les confió es la misma: que la misma estrella de cine casada atrajo o engañó a Natalie, la violó tan brutalmente que resultó herida físicamente y estaba demasiado asustada o intimidada para denunciarlo a la policía. Natalie "odió" a su antiguo ídolo de la pantalla después, "temblando" si escuchaba su nombre. Ella guardaría el horrible secreto y se comportaría como si nada hubiera pasado cada vez que sus caminos se cruzaban, demasiado instruida por Mud [su madre] en la política de Hollywood para cruzarse con una poderosa estrella de cine.

Durante un podcast de 12 partes sobre la vida de Wood en julio de 2018, la hermana de Wood, Lana, declaró que Wood fue violada cuando era adolescente y también afirmó que el ataque había ocurrido dentro del Chateau Marmont durante una audición y duró "durante horas". Según la profesora Cynthia Lucia, que estudió la denuncia, la violación de Wood fue brutal y violenta. En 2021, un año después de la muerte de Kirk Douglas, Lana publicó las memorias Little Sister: My Investigation Into the Mysterious Death of Natalie Wood e identificó a Douglas como el presunto agresor de Wood.

## Muerte
Wood murió el 29 de noviembre de 1981 cuando cayó de noche al agua desde su yate The Splendor (así llamado en honor a la película que la consolidó como actriz, Esplendor en la hierba). La nave estaba fondeada frente a la isla de Santa Catalina, cerca de Los Ángeles, y en esos días la actriz terminaba la película Brainstorm, con Christopher Walken, amigo del matrimonio que estaba con ellos al ocurrir la desgracia. Tenía 43 años. Sus restos se encuentran en el Cementerio Westwood Village Memorial Park de Los Ángeles (California).
En 2011, treinta años después de su fallecimiento y ante las suspicacias que aún generaba su misteriosa muerte, la policía reabrió el caso cuando se hizo público un libro de la escritora Marti Rully quien asegura que en la muerte de la actriz, su esposo Robert Wagner estaba plenamente involucrado. En dicho libro, la escritora exhibe un testimonio del capitán del yate The Splendor, Dennis Davern, quien manifestó a la escritora que Wagner había intervenido en la muerte de la actriz. En 2018 los investigadores recalificaron su muerte como "sospechosa".

## Legado

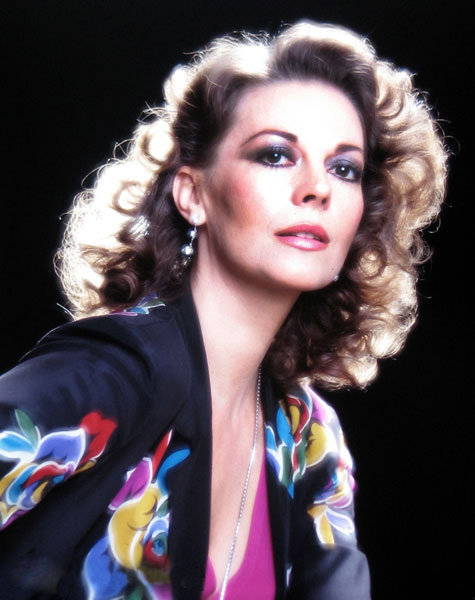
Wood fotografiada por Jack Mitchell en 1979.

Wood fue uno de los pocos actores infantiles que también logró el éxito como estrella de cine para adultos. La carrera de Wood también fue un puente entre el Viejo Hollywood y el Nuevo Hollywood. Bob & Carol & Ted & Alice (1969), una película exitosa que Wood hizo después de un período de reveses profesionales y personales, consolidó su lugar como actriz que era parte de ambos mundos. Wood también logró el éxito en televisión, especialmente en la miniserie From Here to Eternity (1979), por la que ganó un Globo de Oro.
Sin embargo, el legado profesional de Wood se ha visto, hasta cierto punto, eclipsado por la enorme atención que se ha prestado a su vida personal. Su vida profesional se ha visto especialmente ensombrecida por las circunstancias que rodearon su muerte, así como por su muy publicitado matrimonio, su divorcio y su nuevo matrimonio con Robert Wagner, sus relaciones con varios actores con los que salió en la década de 1960, sus problemas de salud mental y su relación a menudo problemática con su madre. Según su hija, Natasha Gregson Wagner, la atención puesta en su muerte y las especulaciones al respecto "eclipsaron el trabajo de su vida y quién era ella como persona".

## Filmografía

### Cine

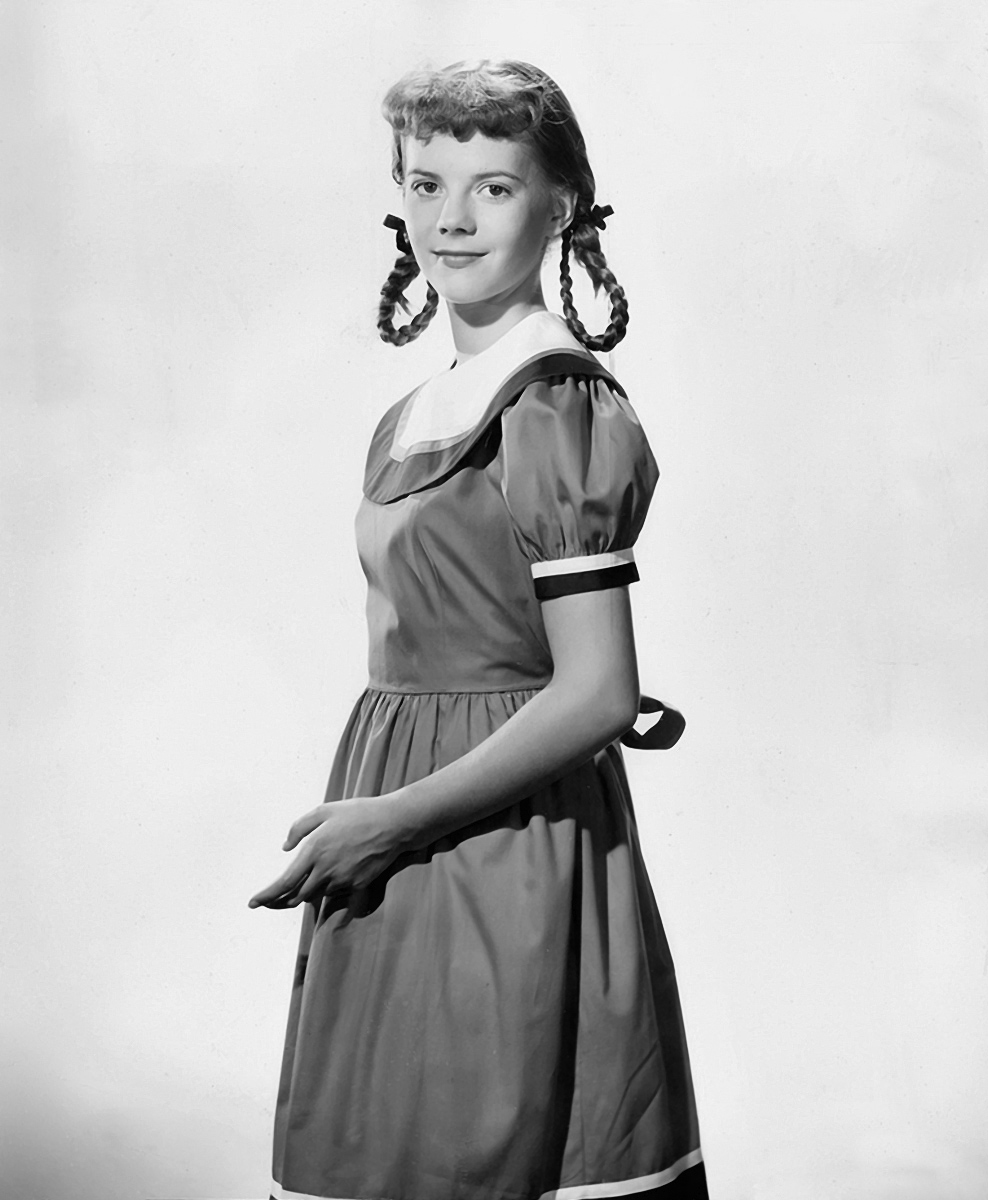
Wood en 1951.

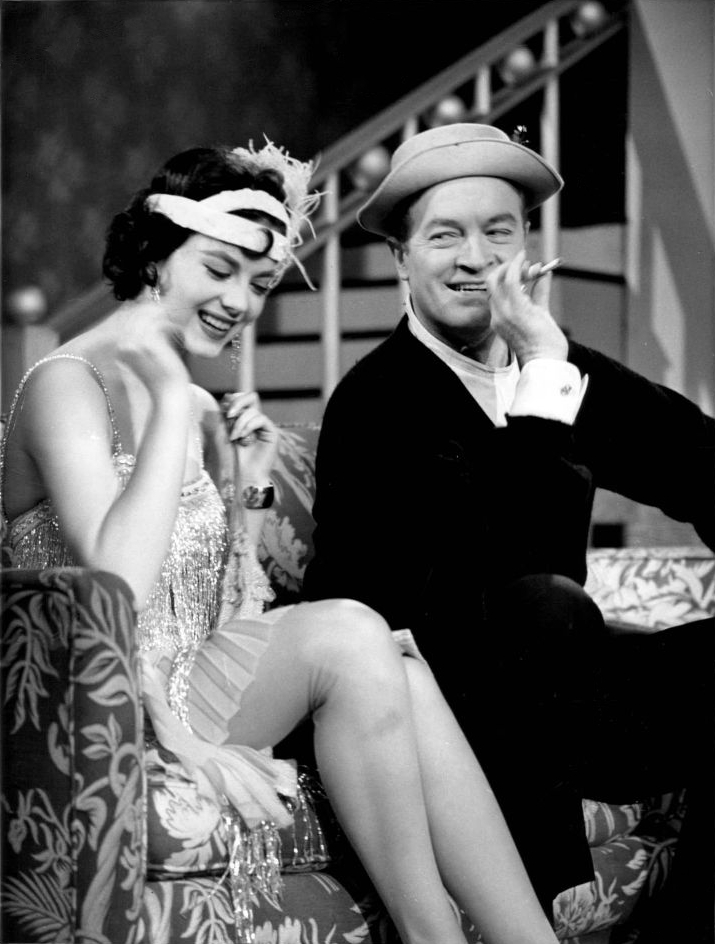
Natalie Wood y Bob Hope en "Bob Hope Chevy Show" (1957).

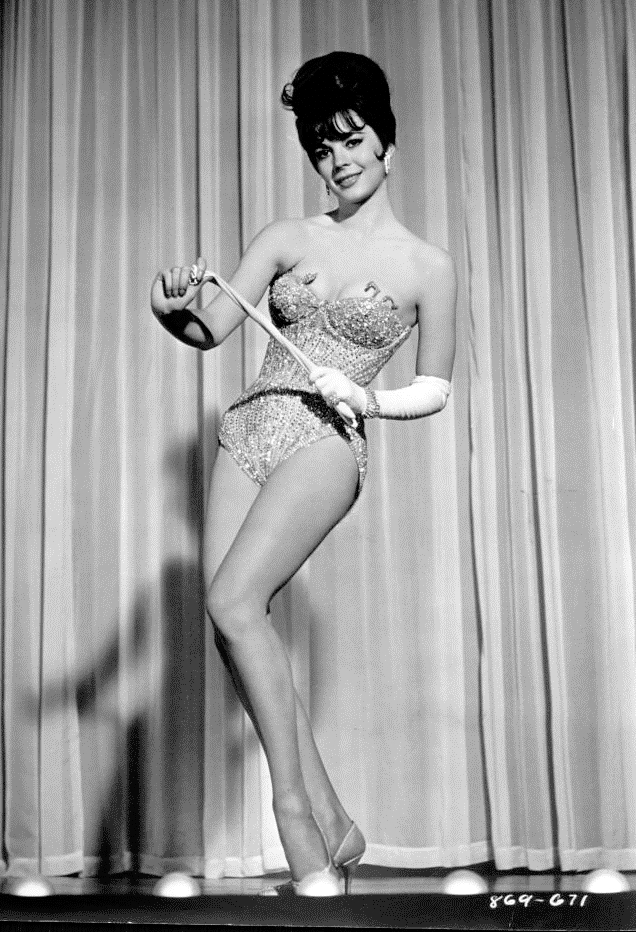
Wood en una foto publicitaria de Gypsy (1962)

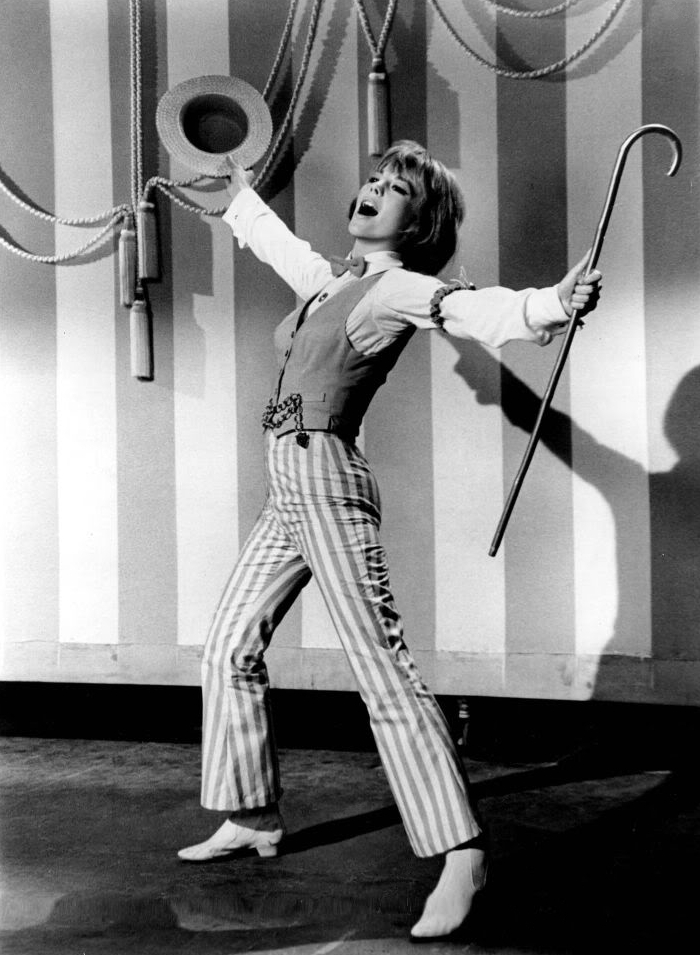
Wood en una foto publicitaria de Inside Daisy Clover (1965)

| Año  | Título                             | Rol                   | Ref.          |
| ---- | ---------------------------------- | --------------------- | ------------- |
| 1943 | Se ha puesto la luna               | Carrie                | [ 28 ]        |
| 1943 | Happy Land                         | Niña                  | [ 29 ] [ 30 ] |
| 1946 | Tomorrow Is Forever                | Margaret Ludwig       | [ 31 ]        |
| 1946 | The Bride Wore Boots               | Carol Warren          | [ 32 ]        |
| 1947 | The Ghost and Mrs. Muir            | Anna Muir (niña)      | [ 33 ]        |
| 1947 | Miracle on 34th Street             | Susan Walker          | [ 34 ]        |
| 1947 | Driftwood                          | Jenny Hollingsworth   | [ 35 ]        |
| 1948 | Scudda Hoo! Scudda Hay!            | Bean McGill           | [ 36 ]        |
| 1948 | The Green Promise                  | Susan Matthews        | [ 37 ]        |
| 1949 | Chicken Every Sunday               | Ruth Hefferen         | [ 38 ]        |
| 1949 | Father Was a Fullback              | Ellen Cooper          | [ 39 ]        |
| 1950 | No Sad Songs for Me                | Polly Scott           | [ 40 ]        |
| 1950 | Our Very Own                       | Penny                 | [ 41 ]        |
| 1950 | Never a Dull Moment                | Nan                   | [ 42 ]        |
| 1950 | The Jackpot                        | Phyllis Lawrence      | [ 43 ]        |
| 1951 | Dear Brat                          | Pauline               | [ 44 ]        |
| 1951 | The Blue Veil                      | Stephanie Rawlins     | [ 45 ]        |
| 1952 | The Rose Bowl Story                | Sally Burke           | [ 46 ]        |
| 1952 | Just for You                       | Barbara Blake         | [ 47 ]        |
| 1952 | La estrella                        | Gretchen              | [ 48 ] [ 49 ] |
| 1954 | The Silver Chalice                 | Helena (joven)        | [ 50 ]        |
| 1955 | One Desire                         | Seely                 | [ 51 ]        |
| 1955 | Rebelde sin causa                  | Judy                  | [ 52 ]        |
| 1956 | The Searchers                      | Debbie Edwards        | [ 53 ]        |
| 1956 | A Cry in the Night                 | Liz Taggart           | [ 54 ]        |
| 1956 | The Burning Hills                  | Maria Cristina Colton | [ 55 ]        |
| 1956 | The Girl He Left Behind            | Susan Daniels         | [ 56 ]        |
| 1957 | Bombers B-52                       | Lois Brennan          | [ 57 ]        |
| 1958 | Marjorie Morningstar               | Marjorie              | [ 58 ]        |
| 1958 | Kings Go Forth                     | Monique Blair         | [ 59 ]        |
| 1960 | Cash McCall                        | Lory Austen           | [ 60 ]        |
| 1960 | All the Fine Young Cannibals       | Sara "Salome" Davis   | [ 61 ]        |
| 1961 | Esplendor en la hierba             | Wilma Dean Loomis     | [ 62 ]        |
| 1961 | West Side Story                    | Maria                 | [ 63 ]        |
| 1962 | Gypsy                              | Gypsy Rose Lee        | [ 64 ]        |
| 1963 | Amores con un extraño              | Angie Rossini         | [ 65 ]        |
| 1964 | Sex and the Single Girl            | Helen Gurley Brown    | [ 66 ]        |
| 1965 | Inside Daisy Clover                | Daisy Clover          | [ 67 ]        |
| 1965 | La carrera del siglo               | Maggie DuBois         | [ 68 ]        |
| 1966 | This Property Is Condemned         | Alva Starr            | [ 69 ]        |
| 1966 | Penelope                           | Penelope              | [ 70 ]        |
| 1969 | Bob & Carol & Ted & Alice          | Carol Sanders         | [ 71 ]        |
| 1972 | El candidato                       | Ella misma (cameo)    | [ 72 ]        |
| 1975 | Peeper                             | Ellen Prendergast     | [ 73 ]        |
| 1979 | Meteor                             | Tatiana Donskaya      | [ 74 ]        |
| 1980 | The Last Married Couple in America | Mari Thomson          | [ 75 ]        |
| 1980 | Willie & Phil                      | Ella misma            | [ 77 ]        |
| 1983 | Brainstorm                         | Karen Brace           | [ 78 ]        |

### Televisión
| Año       | Trabajo                                         | Role                         | Notas                                        | Ref(s)                  |
| --------- | ----------------------------------------------- | ---------------------------- | -------------------------------------------- | ----------------------- |
| 1952      | Chevron Theatre                                 | Monica                       | Episodio: "Playmates"                        | [ 79 ]                  |
| 1953–1954 | The Pride of the Family                         | Ann Morrison                 |                                              | [ 80 ] [ 81 ]           |
| 1954      | The Pepsi-Cola Playhouse                        | Monica                       | Episodio: "Playmates"                        | [ 82 ]                  |
| 1954      | The Public Defender                             | Renee Marchand               | Episodio: "Return of the Dead"               | [ 83 ]                  |
| 1954      | Studio 57                                       | Sheila Mason                 | Episodio: "The Plot Against Miss Pomeroy"    | [ 84 ]                  |
| 1954 1955 | General Electric Theater                        | Lucy / Polly Gookin          | Episodio: "I'm a Fool" Episode: "Feathertop" | [ 85 ] [ 86 ]           |
| 1955      | Four Star Playhouse                             | Louise                       | Episodio: "The Wild Bunch"                   | [ 87 ] [ 88 ]           |
| 1955      | Ford Television Theatre                         | Polly Ramsay                 | Episodio: "Too Old for Dolls"                | [ 89 ]                  |
| 1955      | Max Liebman Spectaculars                        | Klara Sesseman               | Episodio: "Heidi"                            | [ 90 ] [ 91 ]           |
| 1955      | Studio One                                      | Jen Potter                   | Episodio: "Miracle at Potter's Farm"         | [ 92 ]                  |
| 1955 1956 | Kings Row                                       | Renee Gyllinson              | Episodio: "Wedding Gift" Episode: "Carnival" | [ 93 ] [ 94 ]           |
| 1956      | Warner Bros. Presents                           | Lady Marian                  | Episodio: "The Deadly Riddle"                | [ 95 ]                  |
| 1956      | The Kaiser Aluminum Hour                        | Kathy Jo                     | Episodio: "Carnival"                         | [ 96 ]                  |
| 1973      | The Affair                                      | Courtney Patterson           | Película para televisión                     | [ 97 ]                  |
| 1976      | Cat on a Hot Tin Roof                           | Maggie                       | Película para televisión                     | [ 98 ]                  |
| 1978      | Switch                                          | Chica en el baño de burbujas | Episodio: "The Cage"                         | [ 99 ]                  |
| 1979      | From Here to Eternity                           | Karen Holmes                 | Miniserie                                    | [ 100 ]                 |
| 1979      | Hart to Hart                                    | Película estrella            | Episodio: "Pilot"                            | [ 101 ] [ 102 ] [ 103 ] |
| 1979      | The Cracker Factory                             | Cassie Barrett               | Película para televisión                     | [ 104 ]                 |
| 1980      | The Memory of Eva Ryker                         | Eva / Claire Ryker           | Película para televisión                     | [ 105 ]                 |
| 1981      | Peter Ustinov and Natalie Wood at The Hermitage | Ella misma                   | Documental                                   | [ 106 ]                 |

## Premios y distinciones

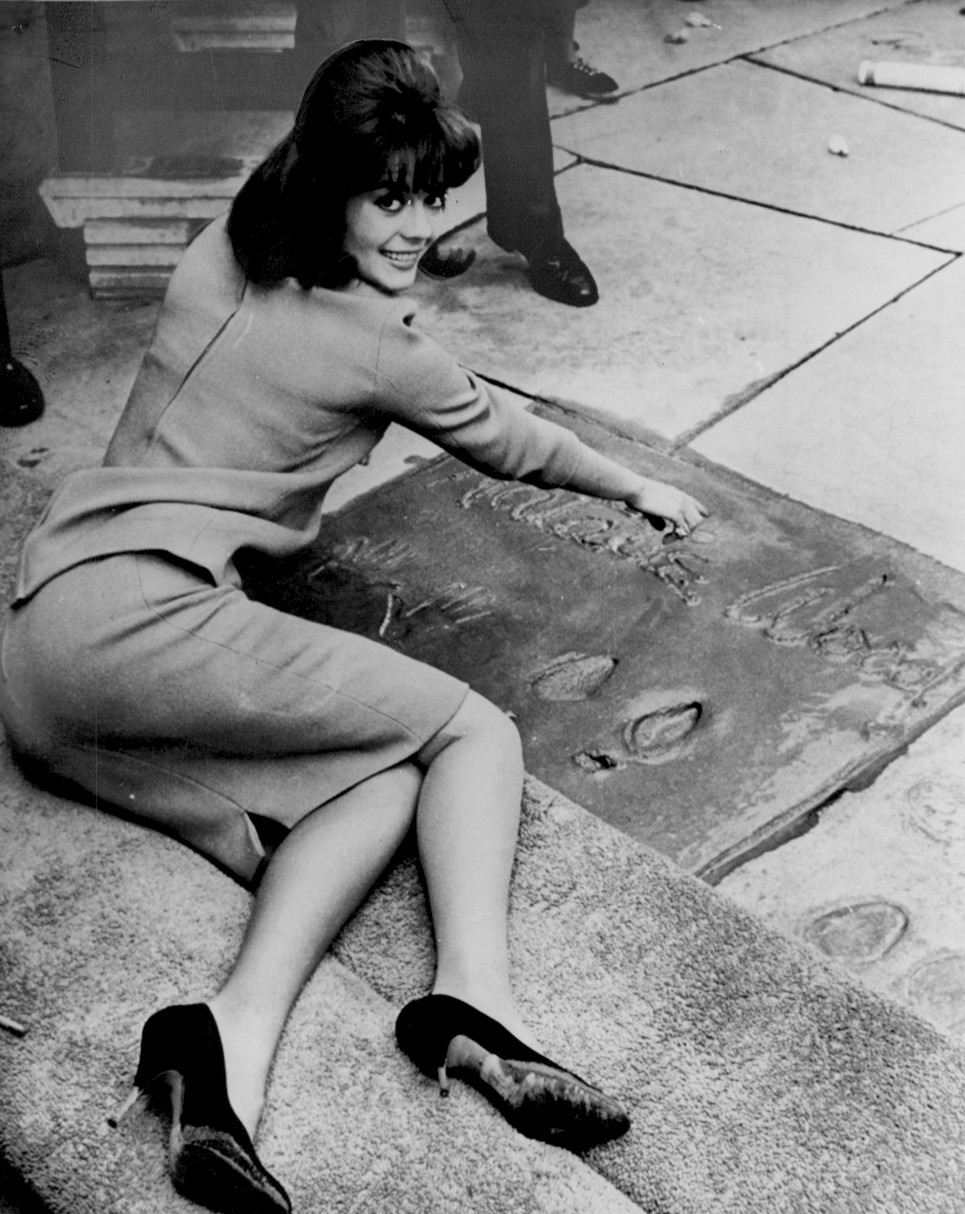
Natalie Wood en la ceremonia de impresión de su sello en el Grauman's Chinese Theatre en 1961.

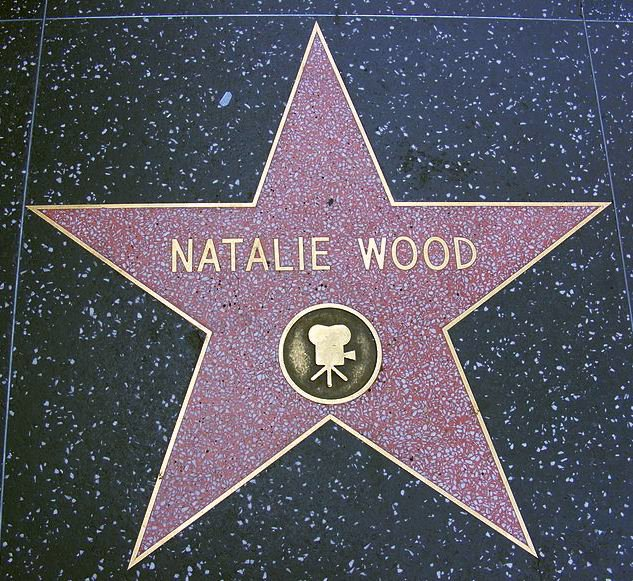
Estrella de Wood en el paseo de la fama de Hollywood

Premios Óscar
| Año  | Categoría               | Película               | Resultado |
| ---- | ----------------------- | ---------------------- | --------- |
| 1956 | Mejor actriz de reparto | Rebelde sin causa      | Nominada  |
| 1962 | Mejor actriz            | Esplendor en la hierba | Nominada  |
| 1964 | Mejor actriz            | Amores con un extraño  | Nominada  |

Festival de Cine de Mar del Plata
| Año  | Categoría    | Película              | Resultado |
| ---- | ------------ | --------------------- | --------- |
| 1963 | Mejor Actriz | Amores con un extraño | Ganadora  |

Premios Globos de Oro
| Año  | Categoría                                   | Película              | Resultado |
| ---- | ------------------------------------------- | --------------------- | --------- |
| 1965 | Mejor actriz - Comedia o musical            | Inside Daisy Clover   | Nominada  |
| 1967 | Mejor actriz - Drama                        | Propiedad condenada   | Nominada  |
| 1979 | Mejor actriz de serie de televisión - Drama | From Here to Eternity | Ganadora  |

Premios BAFTA
| Año  | Categoría    | Película               | Resultado |
| ---- | ------------ | ---------------------- | --------- |
| 1963 | Mejor Actriz | Esplendor en la hierba | Nominada  |

Academia de ciencia ficción, fantasía y películas de terror
| Año  | Categoría               | Película            | Resultado |
| ---- | ----------------------- | ------------------- | --------- |
| 1984 | Mejor Actriz de Reparto | Proyecto Brainstorm | Nominada  |

### Otros reconocimientos
- Estrella en el paseo de la fama de Hollywood (1986) - 7000 Hollywood Blvd
- Salón de la fama del cine OFTA (2016)